# 工具格
工具格（英語：Instrumental case，缩写： INS或 INSTR），俄语语法称之为第五格，是用來指示名詞是主語達成或完成一個行動所憑借或使用的工具或方法。這個名詞可以是物理物體也可以是抽象概念。

## 範例
工具格出現在古英語、喬治亞語、巴斯克語、梵語和波羅的-斯拉夫語言中。工具格/隨伴格（comitative case）可論證的存在於土耳其語和其他阿爾泰語言中，還有泰米爾語中。還有烏拉爾語言在可用的地方重新使用位置格（adessive case），或在不可用的地方使用方位格來標示同樣的范疇。例如芬蘭語kirjoitan kynällä不意味著“我寫在筆上”而是意味著“我用筆來寫”，即使使用了位置格 -llä。
儘管工具格在很多語言中不存在，某些語言使用其他格來指示一個行動的方法或工具。比如在古希臘語中，把與格用作工具格。可以見於例句“..με κτείνει δόλῳ”，或“..me ktenei dolôi”(《奧德賽》Book IX, line 407)，它意味著“他憑借誘餌殺死我”。這里的“δόλῳ”是(“dolos” -誘餌)的與格作為工具格(這里的誘餌明顯是方法或工具)。在拉丁語中使用離格，比如oculīs vidēre“用眼睛看见”。

## 來源

塞爾維亞克羅地亞語中biciklo（自行車）的工具格（biciklom）。句子的意思可因前置詞 s(a) 的存在而變化。

- Instrumental Case in Tamil language （页面存档备份，存于）
- The Instrumental Case in Russian language （页面存档备份，存于）
- What is instrumental case? （页面存档备份，存于）
- Prepositions Governing the Instrumental Case in Russian （页面存档备份，存于）

## 外部連結
- Instrumental Case In Russian （页面存档备份，存于）
- Resources to learn Instrumental Case in Russian （页面存档备份，存于）